# 2. Bundesliga
2. Bundesliga (Zweite Bundesliga [ˈtsvaɪtə ˈbʊndəsˌliːɡa]; n.đ. 'Giải bóng đá hạng nhì quốc gia') là giải đấu cấp độ thứ hai của bóng đá Đức. 2. Bundesliga là hạng đấu dưới Bundesliga và trên 3. Liga trong hệ thống bóng đá Đức. Tất cả đội tham dự Bundesliga 2 được tham dự cúp bóng đá Đức (DFB-Pokal), đó là giải cúp Đức hàng năm. Có tổng cộng 127 đội bóng đã từng tham dự 2. Bundesliga kể từ khi thành lập.
Giải đấu được thành lập vào tháng 5 năm 1973. Giải đấu bắt đầu hoạt động vào tháng 8 năm 1974. Từ mùa giải 1994-95 đến nay, giải đấu bao gồm 18 đội. Hai đội đứng đầu 2. Bundesliga được thăng hạng trực tiếp đến Bundesliga, đội xếp thứ ba đấu play-off 2 lượt trận với đội xếp thứ 16 của Bundesliga để được lên hạng. Hai đội xếp cuối bảng 2. Bundesliga phải xuống hạng 3. Liga trong khi đội xếp thứ 3 từ dưới lên phải đấu play-off với đội xếp thứ ba tại 3. Liga để tránh xuống hạng.

## Quy định của giải đấu
Kể từ mùa 2006–07, không còn giới hạn cầu thủ ngoài EU. Thay vào đó, mỗi đội phải có ít nhất 8 cầu thủ xuất thân từ hệ thống đào tạo trẻ tại Đức, 4 trong số đó phải xuất thân từ chính hệ thống đào tạo trẻ của câu lạc bộ đó. Bảy cầu thủ dự bị có thể được đăng ký, và được thay thế tối đa 3 cầu thủ trong mỗi trận.

## Các đội vô địch
| Mùa giải  | Vô địch                  | Á quân                   | Hạng 3                 |
| --------- | ------------------------ | ------------------------ | ---------------------- |
| 1992–93   | SC Freiburg              | Duisburg                 | VfB Leipzig            |
| 1993–94   | Bochum                   | Uerdingen                | 1860 Munich            |
| 1994–95   | Hansa Rostock            | St. Pauli                | Fortuna Düsseldorf     |
| 1995–96   | Bochum                   | Arminia Bielefeld        | Duisburg               |
| 1996–97   | Kaiserslautern           | Wolfsburg                | Hertha BSC             |
| 1997–98   | Eintracht Frankfurt      | SC Freiburg              | 1. FC Nürnberg         |
| 1998–99   | Arminia Bielefeld        | Unterhaching             | Ulm                    |
| 1999–2000 | 1. FC Köln               | Bochum                   | Energie Cottbus        |
| 2000–01   | 1. FC Nürnberg           | Borussia Mönchengladbach | St. Pauli              |
| 2001–02   | Hannover 96              | Arminia Bielefeld        | Bochum                 |
| 2002–03   | SC Freiburg              | 1. FC Köln               | Eintracht Frankfurt    |
| 2003–04   | 1. FC Nürnberg           | Arminia Bielefeld        | Mainz                  |
| 2004–05   | 1. FC Köln               | Duisburg                 | Eintracht Frankfurt    |
| 2005–06   | Bochum                   | Alemannia Aachen         | Energie Cottbus        |
| 2006–07   | Karlsruhe                | Hansa Rostock            | Duisburg               |
| 2007–08   | Borussia Mönchengladbach | Hoffenheim               | 1. FC Köln             |
| 2008–09   | SC Freiburg              | Mainz                    | 1. FC Nürnberg         |
| 2009–10   | Kaiserslautern           | St. Pauli                | Augsburg               |
| 2010–11   | Hertha BSC               | Augsburg                 | Bochum                 |
| 2011–12   | Greuther Fürth           | Eintracht Frankfurt      | Fortuna Düsseldorf     |
| 2012–13   | Hertha BSC               | Eintracht Braunschweig   | Kaiserslautern         |
| 2013–14   | 1. FC Köln               | SC Paderborn             | Greuther Fürth         |
| 2014–15   | Ingolstadt 04            | Darmstadt 98             | Karlsruher SC          |
| 2015–16   | SC Freiburg              | RB Leipzig               | 1. FC Nürnberg         |
| 2016–17   | VfB Stuttgart            | Hannover 96              | Eintracht Braunschweig |
| 2017–18   | Fortuna Düsseldorf       | 1. FC Nürnberg           | Holstein Kiel          |
| 2018–19   | 1. FC Köln               | SC Paderborn             | 1. FC Union Berlin     |
| 2019–20   | Arminia Bielefeld        | VfB Stuttgart            | 1. FC Heidenheim       |
| 2020–21   | VfL Bochum               | Greuther Fürth           | Holstein Kiel          |
| 2021–22   | Schalke 04               | Werder Bremen            | Hamburger SV           |
| 2022–23   | 1. FC Heidenheim         | Darmstadt 98             | Hamburger SV           |

- In đậm: đã/từng thăng hạng

## Kỷ lục

### Kỷ lục cầu thủ
| Thi đấu nhiều nhất | Thi đấu nhiều nhất     | Thi đấu nhiều nhất                                                                              | Thi đấu nhiều nhất | Thi đấu nhiều nhất |
| ------------------ | ---------------------- | ----------------------------------------------------------------------------------------------- | ------------------ | ------------------ |
| Cầu thủ            | Cầu thủ                | Đội                                                                                             | Số trận            |                    |
| 1                  | Willi Landgraf         | Alemannia Aachen (188), Rot-Weiss Essen (119), FC 08 Homburg (107), FC Gütersloh (94)           | 508                |                    |
| 2                  | Joaquín Montañés       | Alemannia Aachen                                                                                | 479                |                    |
| 3                  | Karl-Heinz Schulz      | SC Freiburg (287), Freiburger FC (176)                                                          | 463                |                    |
| 4                  | Hans Wulf              | KSV Hessen Kassel (231), Schwarz-Weiß Essen (118), Wormatia Worms (59), Hannover 96 (32)        | 440                |                    |
| 5                  | Wolfgang Krüger        | Union Solingen                                                                                  | 428                |                    |
| 6                  | Hans-Jürgen Gede       | Fortuna Köln (344), Preußen Münster (72)                                                        | 416                |                    |
| 7                  | Andreas Helmer         | SV Meppen (244), VfL Osnabrück (167)                                                            | 411                |                    |
| 8                  | Gerd Paulus            | Kickers Offenbach (304), Röchling Völklingen (103)                                              | 407                |                    |
| 9                  | Oliver Posniak         | Darmstadt 98 (290), FSV Frankfurt (113)                                                         | 403                |                    |
| 10                 | Dirk Hupe              | Fortuna Köln (212), Union Solingen (187)                                                        | 399                |                    |
| Ghi bàn nhiều nhất |                        |                                                                                                 |                    |                    |
| Cầu thủ            | Cầu thủ                | Đội                                                                                             | Số bàn             |                    |
| 1                  | Dieter Schatzschneider | Hannover 96 (132), SC Fortuna Köln (22)                                                         | 154                |                    |
| 2                  | Karl-Heinz Mödrath     | Fortuna Köln (143), Alemannia Aachen (7)                                                        | 150                |                    |
| 3                  | Theo Gries             | Hertha BSC (67), Alemannia Aachen (47), Hannover 96 (8)                                         | 123                |                    |
| 4                  | Sven Demandt           | 1. FSV Mainz 05 (55), Fortuna Düsseldorf (49), Hertha BSC (17)                                  | 121                |                    |
| 5                  | Walter Krause          | Kickers Offenbach (97), SG Wattenscheid 09 (13), Rot-Weiß Oberhausen (9)                        | 119                |                    |
| 6                  | Daniel Jurgeleit       | Union Solingen (59), FC 08 Homburg (34), VfB Lübeck (24)                                        | 117                |                    |
| 7                  | Gerd-Volker Schock     | VfL Osnabrück (95), Arminia Bielefeld (21)                                                      | 116                |                    |
| 8                  | Franz Gerber           | FC St. Pauli (42), ESV Ingolstadt (23), 1860 Munich (19), Wuppertaler SV (19), Hannover 96 (12) | 115                |                    |
| 8                  | Paul Linz              | VfL Osnabrück (52), Freiburger FC (36), SV Waldhof Mannheim (16), OSC Bremerhaven (11)          | 115                |                    |
| 10                 | Peter Cestonaro        | Darmstadt 98 (68), KSV Hessen Kassel (43)                                                       | 111                |                    |
| 10                 | Simon Terodde          | Union Berlin (23), Bochum (41), Stuttgart (25), Köln (22)                                       | 111                |                    |

### Kỷ lục trận đấu
| Kỷ lục xét trên từng trận                                                  | Kỷ lục xét trên từng trận | Kỷ lục xét trên từng trận | Kỷ lục xét trên từng trận | Kỷ lục xét trên từng trận |
| Trận thắng đậm nhất                                                        | Trận thắng đậm nhất       | Trận thắng đậm nhất       | Trận thắng đậm nhất       | Trận thắng đậm nhất       |
| -------------------------------------------------------------------------- | ------------------------- | ------------------------- | ------------------------- | ------------------------- |
| Arminia Bielefeld – Arminia Hannover 11–0 (23 tháng 5 năm 1980)            | 11                        |                           |                           |                           |
| Trận có nhiều bàn thắng nhất                                               |                           |                           |                           |                           |
| 1. FC Kaiserslautern – SV Meppen 7–6 (11 tháng 6 năm 1997)                 | 13                        |                           |                           |                           |
| Cầu thủ ghi nhiều bàn nhất trong một trận                                  |                           |                           |                           |                           |
| Ottmar Hitzfeld – (VfB Stuttgart – Jahn Regensburg on 13 tháng 5 năm 1977) | 6                         |                           |                           |                           |

## Lượng khán giả
| Lượng khán giả | Lượng khán giả | Lượng khán giả           | Lượng khán giả             | Lượng khán giả          |
| -------------- | -------------- | ------------------------ | -------------------------- | ----------------------- |
| Mùa giải       | Tổng cộng      | Trung bình/trận của giải | Đội có nhiều khán giả nhất | Trung bình/trận của đội |
| 1992–93        | 3.098.153      | 5.613                    | FC St. Pauli               | 14.120                  |
| 1993–94        | 2.649.849      | 6.973                    | 1860 Munich                | 19.553                  |
| 1994–95        | 2.238.271      | 7.315                    | FC St. Pauli               | 17.211                  |
| 1995–96        | 2.300.480      | 7.518                    | 1. FC Nürnberg             | 16.465                  |
| 1996–97        | 2.731.439      | 8.952                    | 1.FC Kaiserslautern        | 36.680                  |
| 1997–98        | 2.843.170      | 9.291                    | 1. FC Nürnberg             | 24.759                  |
| 1998–99        | 2.635.431      | 8.613                    | Hannover 96                | 19.229                  |
| 1999–2000      | 3.735.624      | 12.208                   | 1. FC Köln                 | 28.853                  |
| 2000–01        | 3.218.861      | 10.519                   | Borussia Mönchengladbach   | 23.458                  |
| 2001–02        | 2.760.839      | 9.022                    | Hannover 96                | 20.562                  |
| 2002–03        | 3.403.895      | 11.124                   | 1. FC Köln                 | 26.459                  |
| 2003–04        | 2.911.457      | 9.515                    | 1. FC Nürnberg             | 16.152                  |
| 2004–05        | 4.135.108      | 13.513                   | 1. FC Köln                 | 38.482                  |
| 2005–06        | 4.024.776      | 13.153                   | 1860 Munich                | 41.932                  |
| 2006–07        | 5.112.072      | 16.706                   | 1. FC Köln                 | 42.194                  |
| 2007–08        | 5.551.586      | 18.142                   | 1. FC Köln                 | 43.763                  |
| 2008–09        | 4.814.737      | 15.734                   | 1. FC Kaiserslautern       | 34.409                  |
| 2009–10        | 4.616.048      | 15.085                   | 1. FC Kaiserslautern       | 35.398                  |
| 2010–11        | 4.526.857      | 14.794                   | Hertha BSC                 | 46.131                  |
| 2011–12        | 5.276.103      | 17.242                   | Eintracht Frankfurt        | 37.641                  |
| 2012–13        | 5.274.798      | 17.238                   | 1. FC Köln                 | 40.688                  |
| 2013–14        | 5.475.652      | 17.894                   | 1. FC Köln                 | 46.176                  |
| 2014–15        | 5.405.811      | 17.666                   | 1. FC Kaiserslautern       | 33.013                  |
| 2015–16        | 5.857.626      | 19.143                   | 1. FC Nürnberg             | 30.723                  |
| 2016–17        | 6.645.406      | 21.717                   | VfB Stuttgart              | 50.515                  |
| 2017–18        | 5.380.757      | 17.584                   | 1. FC Nürnberg             | 30.558                  |
| 2018–19        | 5.853.246      | 19.128                   | 1. FC Köln                 | 49.547                  |

## Cầu thủ ghi bàn hàng đầu
Danh sách cầu thủ ghi bàn nhiều nhất theo từng mùa giải:
| Mùa giải | Cầu thủ                                        | Đội                                             | Số bàn |
| 2008–09  | Marek Mintal Cédric Makiadi Benjamin Auer      | 1. FC Nürnberg MSV Duisburg Alemannia Aachen    | 16     |
| 2009–10  | Michael Thurk                                  | FC Augsburg                                     | 23     |
| 2010–11  | Nils Petersen                                  | Energie Cottbus                                 | 25     |
| 2011–12  | Olivier Occéan Nick Proschwitz Alexander Meier | Greuther Fürth SC Paderborn Eintracht Frankfurt | 17     |
| 2012–13  | Domi Kumbela                                   | Eintracht Braunschweig                          | 19     |
| 2013–14  | Mahir Sağlık Jakub Sylvestr                    | SC Paderborn Erzgebirge Aue                     | 15     |
| 2014–15  | Rouwen Hennings                                | Karlsruher SC                                   | 17     |
| 2015–16  | Simon Terodde                                  | VfL Bochum                                      | 25     |
| 2016–17  | Simon Terodde                                  | VfB Stuttgart                                   | 25     |
| 2017–18  | Marvin Ducksch                                 | Holstein Kiel                                   | 18     |
| 2018–19  | Simon Terodde                                  | 1. FC Köln                                      | 29     |
| 2019–20  | Fabian Klos                                    | Arminia Bielefeld                               | 21     |
| 2020–21  | Serdar Dursun                                  | Darmstadt 98                                    | 27     |
| 2021–22  | Simon Terodde                                  | Schalke 04                                      | 30     |
| 2022–23  | Tim Kleindienst                                | 1. FC Heidenheim                                | 25     |